# کریستوفر لوید (فیلم‌نامه‌نویس)
کریستوفر لوید (انگلیسی: Christopher Lloyd؛ زادهٔ ۱۸ ژوئن ۱۹۶۰) یک فیلم‌نامه‌نویس، و تهیه‌کننده اهل ایالات متحده آمریکا است.